# 紗之器
《紗之器》是由美國電子遊戲設計師布萊恩·莫里亞蒂所創作、盧卡斯影業遊戲於1990年發行推出的奇幻風格圖形冒險遊戲。

## 劇情
遊戲背景架構在未來西元8000多年的世界，在此世界中人們各待在不同的公會（Guild）聚集生活著。而有一個名為紡織者公會（The Guild of Weavers）居住在一座隔離其他群族的島上生活，該公會人民所紡織出的物品能帶有著魔法，且建造一座名為紗之器（The Great Loom）的巨大紡織機作為公會象徵。
隨後因紡織者公會的後代人數不斷減少，一位喪子、名為希格娜（Cygna）的女士請求公會長老透過紗之器來拯救大家的痛苦，在長老反對希格娜的請求後，希格娜暗中使用了紗之器意外紡織出一位嬰兒。在事情爆發後希格娜遭長老們放逐；而由紗之器創造出的那名嬰兒則放置給別人收養且被命名為巴林（Bobbin）。而在巴林十七歲後，他將面臨長老們計畫將他驅逐、及設法找出他親生母親等事件。

## 方法
遊戲中是要讓玩家持拿一隻線棒法杖（Distaff）來探索周遭，該法杖能發出音階裡的各音名。當玩家使用滑鼠點選遊戲畫面上某件物品時若產生一段旋律，便可使用法杖來發出對應的旋律來查看反應結果。
起初巴林只能使用C、D、E等音名，之後可隨著在遊戲裡摸索學習到更多的音名使用。

## 開發
此為布萊恩·莫里亞蒂在盧卡斯影業遊戲期間第一款開發的作品，其中遊戲標題的原文字詞「Loom」，則被布萊恩視為整體作品的劇情靈感來源，因他認為「Loom」這個字彙除了本身有紡織的意思外；又能夠代表著某些事情暗中地逼近等含義。
迪士尼在1959年上映的動畫電影《睡美人》則成為《紗之器》美術方面參考的對象，而布萊恩所欣賞的由19世紀俄國音樂家彼得·伊里奇·柴可夫斯基所創作之芭蕾舞曲《天鵝湖》；裡頭部分元素也被布萊恩參考用至遊戲中。
遊戲配樂主要由喬治·桑格與艾瑞克·漢默德（Eric Hammond）擔任，其中彼得·伊里奇·柴可夫斯基創作的《天鵝湖》有被喬治·桑格改編成MIDI格式的配樂穿插在遊戲中。在電腦版本的《紗之器》除支援電腦機殼喇叭和AdLib的音效卡外，盧卡斯影業遊戲後續發佈了讓EGA顯示格式的《紗之器》可支援樂蘭公司的MIDI合成器MT-32之修補套件；讓播放的音質能有更好表現。
因《紗之器》的開發人員名單上有寫著美國作家歐森·史考特·卡德名字，而被外界認為歐森參與了《紗之器》的製作 ，事後歐森則表示他的名字會出現在名單上；純粹是出於布萊恩·莫里亞蒂感謝他在《紗之器》上市前的一些提議。

## 發行
遊戲最早發行的版本是適用於DOS平台上、支援色相數為16色的EGA顯示卡、儲存媒介為磁碟片的版本。
後續盧卡斯影業遊戲修改了作品表現效能，讓FM Towns主機版本的《紗之器》能支援顯示256色的VGA格式、並以光碟作為儲存媒介，但FM Towns版本在一些會見血的場景方面作了刪除。而布萊恩·莫里亞蒂往後在個人推特上提出以《紗之器》的各256色表現畫面版本中；FM Towns在表現上是最好的。
在1992年推出的PC Engine主機版本在畫面上則混合了16色與256色表現效果。同一年裡盧卡斯影業遊戲在DOS上發行包含對白語音的光碟版。
多年後《紗之器》於2009年在數位遊戲平臺Steam上被重新推出發行；以數位發行形式來購買遊玩。

## 評價
| 汇总媒体     | 得分     |
| ------------ | -------- |
| GameRankings | 75 / 100 |

| 媒体 | 得分  |
| ---- | ----- |
| 龙   | [ 8 ] |

美國作家歐森·史考特·卡德在雜誌《Compute!》上稱讚在當時觀看《紗之器》上市前的成品時感覺是個前所未見、令人耳目一新的作品，且肯定遊玩風格上的靈活性。雜誌《電腦遊戲世界》對於遊戲美術風格方面認為有著迷人的表現，並將該年度的遊戲藝術成就獎項贈與《紗之器》。而另一名《電腦遊戲世界》專欄作家史考匹亞（Scorpia）則反向批評以冒險遊戲的水準來說，《紗之器》在謎題難度方面太過容易，而單一的直線性闖關步驟也限制了遊戲自由度，但在故事劇情部份仍給予正面回應。《紗之器》亦列名在《電腦遊戲世界》在1996年評比的最佳150套PC平台電子遊戲清單之中。

## 續作
《紗之器》有被傳出是盧卡斯影業遊戲計畫開發的一款遊戲系列三部曲之首作，而第二作與第三作則分別以《Forge》以及《The Fold》作為遊戲名稱。布萊恩·莫里亞蒂事後則指出其實這些是當時在開發《紗之器》期間；發現一些遊戲情節有可以改編成續作的可行性，便抽空想出來的一些內容，但基於當時現實中有別的事件要處理、加上沒有其他人有意願投入便無疾而終。